# Шамсиддин Шохин (район)
Район Шамсиддин Шохин (тадж. Ноҳияи Шамсиддин Шоҳин) — административный район в составе Хатлонской области Республики Таджикистан. Районный центр — городской тип Шуроабад.

## История
Образован под названием Шуроабадский район 29 августа 1930 года в составе Таджикской ССР.
19 августа 1957 года к Шуроабадскому району был присоединён Даштиджумский район. Упразднён 4 марта 1959 года с передачей территории в состав Московского района.
Постановлением Президиума Верховного Совета Таджикской ССР Шуроабадский район (с административным центром в кишлаке Шуроабад) образован вновь 26 февраля 1991 года в составе Кулябской области за счёт разукрупнения Ленинградского и Московского районов.
Решением Правительства Республики Таджикистан №29 от 2 февраля 2016 года и Постановлением Национального Совета Высшего Собрания РТ №204 от 3 марта 2016 года Шуроабадский район переименован в район Шамсиддин Шохин в честь таджикского поэта Шамсиддина Шохина.

## География
Район Шамсиддин Шохин располагается на востоке Хатлонской области. Площадь района составляет 228,4 км².

## Население
Население по оценке на 1 января 2015 года составляло 50 200 человек.
| Численность населения | Численность населения | Численность населения | Численность населения | Численность населения |
| 1939                  | 2019                  | 2020                  | 2021                  | 2022                  |
| --------------------- | --------------------- | --------------------- | --------------------- | --------------------- |
| 34 142                | ↗54 500               | ↗55 500               | ↗56 600               | ↗57700                |

## Административно-территориальное деление
В состав района входят 7 сельских общин (джамоатов):
| Административное деление района Шамсиддин Шохин |                  |                  |
| Сельская община                                 | Население (2009) | Население (2015) |
| Техрай                                          | 8 099            | 10 700           |
| Дашти-Джум                                      | 3 551            | 4 942            |
| Дагистан                                        | 4 818            | 7 092            |
| Нуриддин Махмудов                               | 5 029            | 6 446            |
| Лангардара                                      | 3 311            | 4 895            |
| Саричашма                                       | 9 339            | 11 680           |
| Чагам                                           | 4 546            | 6 097            |

Главой района Шамсиддин Шохин является Председатель Хукумата, который назначается Президентом Республики Таджикистан.
Главой правительства района является Председатель Хукумата. Законодательный орган района — Маджлис народных депутатов, который избирается всенародно на 5 лет.
- Гулзода, Зафар Шамудин (04.04.2021 —)